# Leon Sternbach (filolog)
Leon Sternbach (ur. 2 lipca 1864 w Drohobyczu, zm. 20 lutego 1940 w Sachsenhausen) – polski filolog klasyczny i bizantynista żydowskiego pochodzenia, profesor Uniwersytetu Jagiellońskiego, członek Polskiej Akademii Umiejętności. Inicjator badań bizantynologicznych w Polsce.

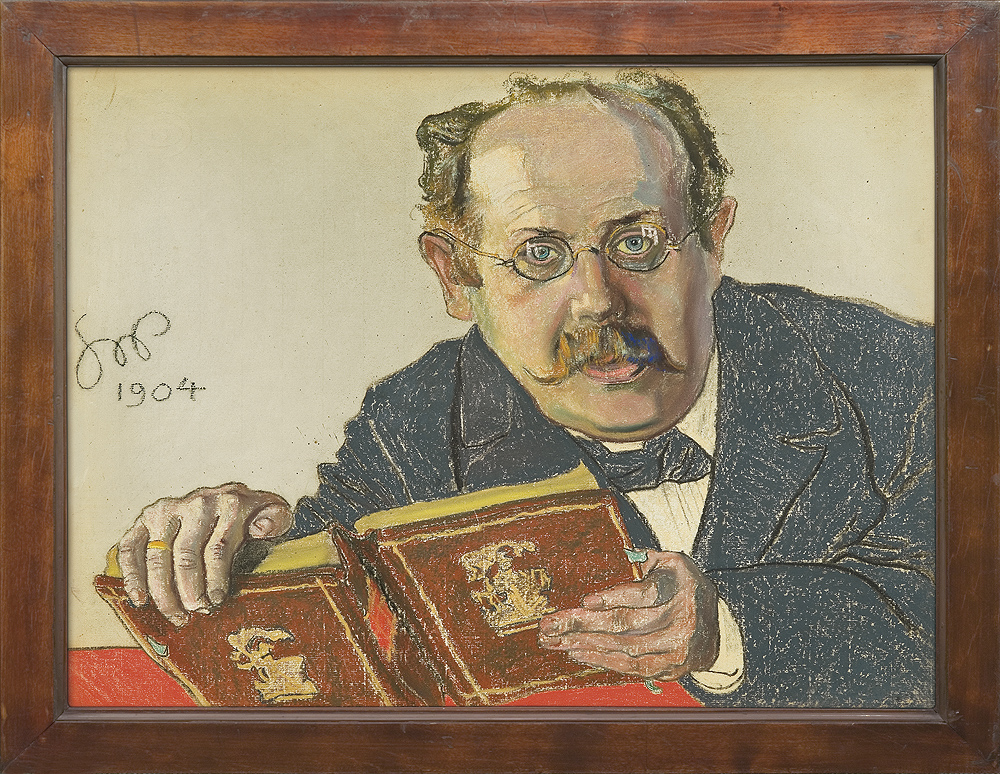
Portret Leona Sternbacha autorstwa Stanisława Wyspiańskiego (1904)

## Życiorys
Był synem Józefa (urzędnika bankowego, hebraisty-podrabina) i Antoinette z Goldhammerów. Do grona przyjaciół jego rodziców należeli m.in. kardynał Albin Dunajewski, Adam Asnyk i Stanisław Wyspiański, który później namalował trzy portrety Sternbacha z rodziną. Do gimnazjum uczęszczał w Drohobyczu. Studiował filologię na uniwersytetach w Lipsku i Dreźnie (1882–1883) oraz w Wiedniu (1883–1885). W 1885 obronił w Wiedniu doktorat na podstawie pracy Meletemata Graeca. Kilka lat spędził na badaniach archiwalnych w Wiedniu, Heidelbergu oraz w bibliotekach włoskich i francuskich. W 1889 pod opieką naukową Ludwika Ćwiklińskiego habilitował się na Uniwersytecie Lwowskim i został docentem w III Katedrze Filologii Klasycznej Uniwersytetu Jagiellońskiego. Z tą uczelnią był związany przez całą karierę naukową.

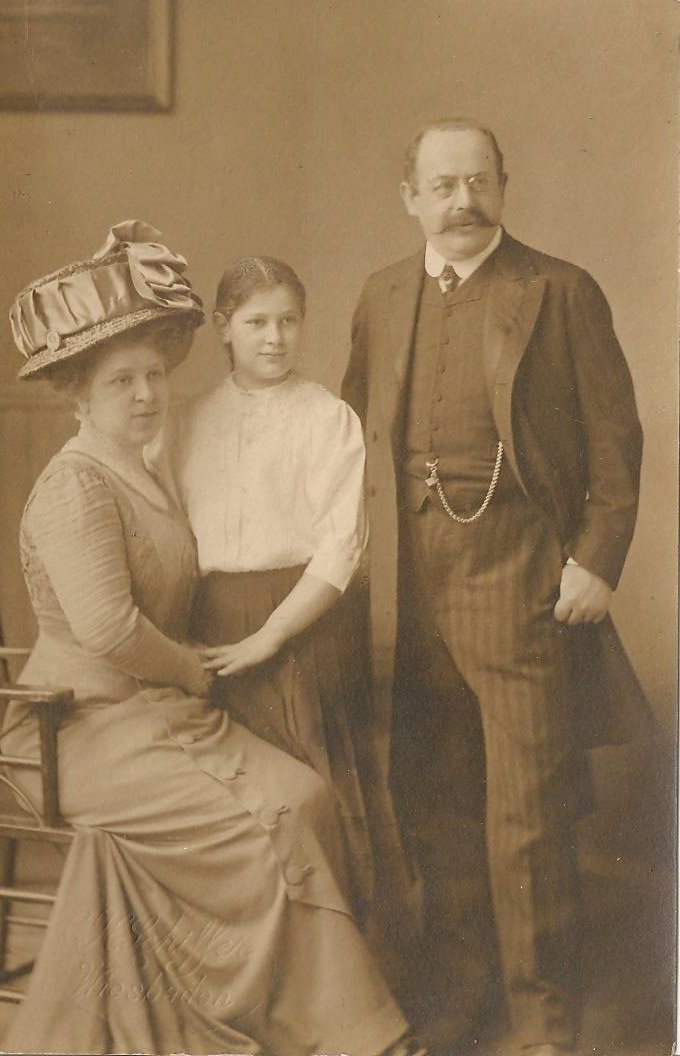
Zdjęcie z żoną Leontyną i córką Heleną

Mianowany profesorem nadzwyczajnym w 1892, objął jednocześnie kierownictwo III Katedry Filologii Klasycznej. W 1897 został profesorem zwyczajnym, w roku akademickim 1904/1905 pełnił funkcję dziekana Wydziału Filozoficznego. W latach 1905–1919 reprezentował Uniwersytet Jagielloński w Radzie Szkolnej Krajowej, był również dyrektorem Komisji Egzaminacyjnej dla nauczycieli szkół średnich (1916–1935). W 1918 odebrał doktorat honoris causa krakowskiej uczelni. W 1934 jako delegat Uniwersytetu uczestniczył w jubileuszu 500-lecia Uniwersytetu w Katanii. W 1935 przeszedł na emeryturę, otrzymując tytuł profesora honorowego. Wraz z gronem uczonych krakowskich został aresztowany w listopadzie 1939 w ramach Sonderaktion Krakau; więziony w Krakowie, potem we Wrocławiu i obozie koncentracyjnym Sachsenhausen, gdzie został zamordowany.
Należał do wielu prestiżowych towarzystw naukowych. W 1894 został powołany na członka korespondenta, a w 1902 na członka czynnego Akademii Umiejętności w Krakowie (późniejszej Polskiej Akademii Umiejętności). Od 1933 był dyrektorem Wydziału I PAU, należał do Komisji Orientalistycznej, a Komisji Filologicznej przewodniczył (od 1927). Był ponadto członkiem Towarzystwa Naukowego we Lwowie, Akademii Umiejętności w Pradze, Austriackiego Instytutu Archeologicznego, Society for the Promotion of Hellenic Studies w Londynie. W 1903 nie przyjął proponowanej mu katedry bizantynistyki Uniwersytetu Wiedeńskiego, nie zgodził się także na stałą współpracę z Biblioteką Watykańską; w okresie międzywojennym prowadził częste badania w Archiwum Watykańskim, będąc wielokrotnie przyjmowanym na prywatnych audiencjach przez papieża Piusa XI oraz króla Włoch Wiktora Emanuela III. We wrześniu 1914 został wybrany członkiem galicyjskiej C. K. Rady Szkolnej Krajowej. 
Uchodził za jednego z najwybitniejszych bizantynistów na świecie obok Karla Krumbachera. W pracy naukowej zajmował się m.in. literaturą gnomologiczną, patrologią, paremiologią i językiem greckim. Badał m.in. dorobek Grzegorza z Nazjanzu i innych ojców kapadockich. Przygotował krytyczne wydania wielu dzieł, m.in. Michała Psellosa, Menandra i Ezopa. Badał także genezę przysłów polskich. Współpracował z „Geschichte der byzantynischen Literatur” (od 1890).

## Ordery i odznaczenia
- Krzyż Komandorski Orderu Odrodzenia Polski (10 listopada 1928)[2]
- Złoty Krzyż Zasługi (11 listopada 1936)[3]

## Uczniowie
Do grona jego uczniów i współpracowników należeli m.in. Seweryn Hammer, Feliks Kopera, Jerzy Kowalski, Adam Krokiewicz, Jerzy Krókowski, Kazimierz Feliks Kumaniecki, Tadeusz Lehr-Spławiński, Ludwik Piotrowicz, Gustaw Przychocki, Jan Sajdak, Jerzy Schnayder, Tadeusz Sinko, Stanisław Skimina.

## Rodzina
W roku 1897 poślubił Leontynę Epstein (zm. 17 kwietnia 1946 w Krakowie). Pozostawił córkę Helenę (zamężną Odrzywolską). Siostrą Leona Sternbacha była Cecylia Sternbach-Chajesowa, żona prezydenta Lwowa okresu II RP Wiktora Chajesa. Jego bratanek, Leon Henryk Sternbach, był twórcą syntetycznych benzodiazepin, a inny bratanek - Ludwik - światowej sławy indologiem, profesorem Sorbony i Collège de France.

## Wybrane publikacje
- Meletemata graeca, Vindobonae 1886.
- Epitafium na Sklerajnę, przeł. L. Sternbach, „Rozprawy Wydziału Filologicznego PAU” 14 (1891), s. 375–393.
- G. Pisidiaecarmina inedita, „Wienner Studien”, t. 13 i 14 (1891 i 1892).
- Gnomologium Parisinum ineditum. Appendix Vaticana, ed. Leo Sternbach, Cracoviae: Academia Litterarum 1893.
- Photii patriarchae Opusculum paraeneticum. Appendix gnomica, excerpta Parisiana, „Rozprawy Wydziału Filologicznego PAU” 20 (1893)
- Analecta Photiana, „Rozprawy Wydziału Filologicznego PAU” 20 (1893).
- Dilucidationes Aesopiae (1894).
- Appedix critica de Joanne Euchaitensi, „Eos” 4 (1897), s. 156–163.
- Fabularum Aesopiarum sylloge (1894).
- Methodi Patriarchae opusculum paraeneticum, „Eos” (1897), s. 150–156.
- De G. Pisidae apud Theophanen aliosque historicos reliquis, „Rozprawy Wydziału Filologicznego PAU” 30 (1889–1900).
- De G. Pisidae carmina historica, „Rozprawy Wydziału Filologicznego PAU” 30 (1899–1900).
- De G. Pisidae fragmentis a Suida servatis, „Rozprawy Wydziału Filologicznego PAU” 30 (1899–1900).
- Observationes in Georgii Pisidae carmina historica. Appendix metrica, „Rozprawy Wydziału Filologicznego PAU” 30 (1899–1900).
- Analecta Manassea, „Eos” 7 (1901), s. 180–194.
- Manassae versus inediti, „Wiener Studien”, t. 24 (1902).
- Nicolai Calliclis Carmina, ed. Leo Sternbach, Cracoviae: Academia Litterarum 1903.
- De Joanne Psello, „Eos” 9 (1903), s. 5–10.
- De cornicula Horatiana (1935).
- Quaestiones paroemiographicae (1936).
- Uwagi paremiograficzne do pism Mikołaja Reja (1937).
- Homera Iliada. Pomór, gniew, tekst grec. oprac. Leon Sternbach, tł. z grec. Juliusz Słowacki, il. Stanisław Wyspiański, Warszawa: Wydawnictwa Artystyczne i Filmowe 1983.